# 李现
李现（1991年10月19日—），曾用名李晛，出生于湖北省咸宁市，成长于湖北省荆州市，中国大陆男演员，毕业于北京电影学院表演系2010级。

## 经历
李现早年体重曾达160斤，后励志改善。第一次高考成绩欠佳，隔年获北京电影学院表演系2010级录取，是湖北省荆州市首位入读北京电影学院的学生。会吹薩克斯風、弹吉他等。
2011年，出演个人首部电影《万箭穿心》，从而正式进入演艺圈 。2012年，主演青春爱情电影《初恋未满》。2013年，出演绿色环保爱情喜剧电影《玩命试爱》。2014年，出演国内首部原创都市奇幻单元《奇妙世纪》中第二集“最长的25米”。2015年，在青春校园网络剧《睡在我上舖的兄弟》中饰演谢训。并在2016年上映。
2016年，李现在悬疑刑侦网络剧《法医秦明》中饰演林涛。同年演出《微微一笑很傾城 (電影)》中的於半珊。在2017年，他首挑大梁，在网络剧《河神》中饰演男主角郭得友；同年，获得网易年度有态度大赏年度最有态度人气演员奖 。2018年，其主演的年代情感剧《翩冷少俏佳人》、都市情感剧《南方有乔木》相继播出；同年，他因青春爱情剧《亲爱的，热爱的》中饰演男主角韩商言而积累人气。2019年，出演剧情电影《恋曲1980》並客串《中国机長》。

## 争议

### 恐同爭議
李现学生时代及出道初期，受到網絡上同志群体欢迎，但他对同志的态度与关系数次引发爭議。他在發表反同言論后营销同性CP，出演耽改作品，被指利用恐同情绪炒作等，令他在同志議題上评价两极。
2012年，一网友在李现微博留言：「这张像小受。」李现回复：「我不是同性恋。而且我反感同性恋。」
2015年，李现在微博发文：「首先声明我确实是直男，性取向很正常，身边的朋友也都知道，可一到微博上就莫名被当成同志，我不知道是为什么……每次看到自己微博留言都很尴尬，也很无奈，解释也没用。」
2016年7月14日，李现清空微博。营销号流传李现拒不接受某圈内男高层潜规则，掌掴高层后遭到封杀，删光微博退出娱乐圈，电影《陆垚知马俐》的戏份和录制《快乐大本营》的镜头也因此被删。通稿统一称赞和惋惜，引发炒作质疑。李现7月28日辟谣：「我没有炒作」，「不为没有发生的事情发声」，配图是他与刘雯刚刚合作的Fenty X Puma秋冬系列广告。此外，他在消失的20天期间签约杨天真的壹心娱乐。壹心娱乐随后解释李现是因为在微博留言中透露了公司另一位艺人白宇恋情才自责退博。
2017年10月3日，李現在IG分享同志情節電影《呼吸》。一週後，傳出知名耽美小说《默读》将进行影视化改编，拟邀李现出演男主角。大批讀者因其曾發表反同言論，表示反對。作者Priest在微博闢謠，並表示「BL不改BG，不性轉」。李現隨後在IG連續推薦了《單身男子》和《請以你的名字呼喚我》兩部同志電影。半年後，Priest另一部耽改作品《鎮魂》播出，由李現同公司白宇主演。2020年，李現出演耽改作品《赤狐書生》，但票房失利。

## 影视作品

### 电影
| 年份   | 劇名             | 角色           |
| ------ | ---------------- | -------------- |
| 2012年 | 万箭穿心         | 马小宝         |
| 2016年 | 睡在我上舖的兄弟 | 谢训           |
| 2017年 | 玩命试爱         | 方志彬         |
| 2017年 | 建军大业         | 罗荣桓         |
| 2018年 | 奇葩朵朵         | 许子聪         |
| 2019年 | 中国机长         | 罗小霖(客串)   |
| 2020年 | 抵达之谜         | 小龙           |
| 2020年 | 夺冠             | 王干事（客串） |
| 2020年 | 赤狐書生         | 白十三         |
| 2021年 | 古董局中局       | 药不然         |
| 2023年 | 靠近我一点       | 可风           |
| 2025年 | 酱园弄·悬案      | 张寶福         |
| 待上映 | 戀曲1980         | 梁正文         |
| 待上映 | 刑警之獵殺獨狼   | 周浩           |
| 待上映 | 三个字           |                |

### 电视剧
| 首播年份 | 剧名                 | 角色             | 备注     |
| -------- | -------------------- | ---------------- | -------- |
| 2014年   | 奇妙世纪之最长的25米 | 阿亮             | 网络剧   |
| 2016年   | 翩翩冷少俏佳人       | 丁子辉           | 网络剧   |
| 2016年   | 睡在我上铺的兄弟     | 谢训             | 网络剧   |
| 2016年   | 法医秦明             | 林涛             | 网络剧   |
| 2017年   | 夏至未至             | 青云             |          |
| 2017年   | 河神                 | 郭得友           | 网络剧   |
| 2018年   | 南方有乔木           | 常剑雄           |          |
| 2018年   | 上海女子图鉴         | 陈晓伟           | 网络剧   |
| 2019年   | 亲爱的，热爱的       | 韩商言           |          |
| 2019年   | 剑王朝               | 丁宁             |          |
| 2021年   | 我的時代，你的時代   | 韓商言           | 特邀演出 |
| 2021年   | 剩下的11個           | 陳震宇/範強/耀一 | 迷你劇   |
| 2023年   | 去有风的地方         | 谢之遥           |          |
| 2024年   | 群星闪耀时           | 向远生/華楨      |          |
| 2024年   | 春色寄情人           | 陳麥冬           |          |
| 2025年   | 國色芳華             | 蔣長揚           |          |
| 2025年   | 人生若如初见         | 梁鄉             |          |
| 2025年   | 锦绣芳华             | 蔣長揚           |          |
| 待播     | 长风起               | 上官诚明         |          |

### 微电影与MV
| 年份   | 片名                | 類型       | 備註                               |
| ------ | ------------------- | ---------- | ---------------------------------- |
| 2013年 | 《初恋未满》主题曲  | MV         | 大伟/李伟                          |
| 2013年 | 12年                | 微电影     | 林晓峰                             |
| 2013年 | 表白                | 微电影     | 胜利                               |
| 2014年 | 孤夜车神            | 微电影     | 李大成 北京电影学院摄影系毕业作品  |
| 2015年 | 勋章2.0             | MV         | 鹿晗演唱歌曲MV                     |
| 2016年 | 我是江小白2016      | MV         | 公司白领                           |
| 2016年 | 星际礼物            | 微电影     | 王骐                               |
| 2018年 | 墨尔本 我本特立独行 | 旅游宣传片 | 维多利亚州旅游局中国区旅游形象大使 |
| 2020年 | 茉茗我就喜歡你      | 微电影     | 康師傅茉莉清茶                     |
| 2022年 | 新年快遞            | 微電影     | 王者榮耀                           |

## 音乐作品
| 發行日期   | 歌曲名稱         | 備註                                   |
| ---------- | ---------------- | -------------------------------------- |
| 2019-07-19 | 《给未来》       | 电视剧《亲爱的，热爱的》插曲           |
| 2019-08-31 | 《前程似锦》     | 电影《赤狐书生》杀青曲                 |
| 2020-01-24 | 《你好2020》     | 2020年中央广播电视台春节联欢晚会表演曲 |
| 2020-02-01 | 《武汉，你好吗》 | 为武汉抗疫加油                         |
| 2024-04-15 | 《群星闪耀时》   | 电视剧《群星闪耀时》同名主题曲         |

## 荣誉奖项
| 年份           | 典礼                           | 奖项                                                 | 作品                          |
| -------------- | ------------------------------ | ---------------------------------------------------- | ----------------------------- |
| 2017年         | 网易年度有态度大赏             | 年度最有态度人气演员奖                               | 《河神》                      |
| 2019年9月6日   | 智族GQ年度人物盛典             | 年度人气演员奖                                       | 《亲爱的，热爱的》            |
| 2019年12月6日  | 爱奇艺尖叫之夜                 | 尖叫男神                                             | 《亲爱的，热爱的》            |
| 2019年12月18日 | 时尚先生MAHB时尚先生盛典       | 年度最具期待演员                                     | 《亲爱的，热爱的》            |
| 2019年12月28日 | 腾讯视频星光大赏               | 年度品质艺人                                         | 《亲爱的，热爱的》            |
| 2019           | 影视榜样2019                   | 年度人气男主角                                       | 《亲爱的，热爱的》            |
| 2020年1月8日   | 今日头条年度盛典               | 年度品牌价值明星                                     |                               |
| 2020年1月11日  | 微博之夜 盛典                  | 微博年度热度人物 微博年度突破演员                    |                               |
| 2020年1月12日  | 人民日报                       | 2019年 时代旋律 家国情怀 融屏传播年度优选”影响力演员 | 《中国机长》                  |
| 2020           | 福布斯中国名人榜               | 第19位                                               | 不適用                        |
| 2020年12月4日  | GQ年度人物盛典                 | 年度向上力量                                         |                               |
| 2020年12月9日  | 福布斯亚太地区数字影响力明星榜 |                                                      |                               |
| 2020年12月18日 | 第七届中国电视好演员           | 绿组优秀好演员                                       |                               |
| 2020年12月20日 | 腾讯视频星光大赏               | 年度品质艺人                                         |                               |
| 2020年12月27日 | 腾讯娱乐年度盛典               | 年度电影演员                                         |                               |
| 2021年1月19日  | 2020抖音星动之夜               | 年度最受欢迎的演员                                   |                               |
| 2021           | 微博之夜                       | 微博年度魅力價值人物                                 |                               |
| 2021           | 柬埔寨亚洲电影节               | 最佳男主角                                           |                               |
| 2024           | 第32屆金鷹獎                   | 最佳男主角（提名）                                   | 《去有風的地方》              |
| 2025           | 電視劇導演大會                 | 年度男主角                                           | 《群星闪耀时》 《春色寄情人》 |
|                |                                |                                                      |                               |